# William Henry Harvey
William Henry Harvey (Summerville, 5 febbraio 1811 – Torquay, 15 maggio 1866) è stato un botanico e medico irlandese.

## Biografia
Harvey nacque in un borgo vicino a Limerick, ultimo di 11 figli. Suo padre Joseph Massey Harvey era un noto commerciante quacchero che lo fece studiare alla Ballitore School, nella contea di Kildare. A 15 anni il giovane William aveva già un evidente interesse per i vegetali e, in particolare, per le alghe, nonostante lavorasse nell'azienda paterna. Nel frattempo si laureò in medicina a Dublino nel 1844.

Nel 1831 Harvey scoprì a Killarney una stazione di un muschio sconosciuto in Irlanda: la Hookeria laetevirens. Questo ritrovamento lo mise in contatto con Sir William Jackson Hooker (1785-1865), che era il Regio Professore di botanica all'Università di Glasgow, e da tale conoscenza nacque una lunga amicizia. Hooker invitò Harvey a collaborare, per il settore delle alghe, alla stesura della sua "British Flora" (1833), nonché al testo "The Botany of Captain Beechy's Voyage". Inoltre gli dedicò nel 1837 il genere Harveya della famiglia delle Scrophulariaceae. Harvey, in questo modo, entrava con le migliori credenziali nel mondo della botanica. Nel 1835 andò in Sudafrica a bordo della nave "Carnatic". Si fermò a Città del Capo, dove divenne Tesoriere coloniale dal 1836 al 1842 e dove svolse un'intensa attività di studio e di raccolta di specie. In questi anni sudafricani scrisse, in collaborazione con Otto Wilhelm Sonder, la sua "Flora Capensis".
Quando, nel 1843, tornò in Irlanda fu nominato Conservatore dell'Erbario del Trinity College di Dublino e, nel 1848, Professore di botanica alla Royal Dublin Society, per poi passare nel 1856 ad insegnare nello stesso Trinity College. 

Nel periodo fra il 1853 e il 1856 partì per altri tre viaggi di studio: in India, a Ceylon, nell'Australia occidentale, in Tasmania e in varie isole dei mari del Sud, etc.

Harvey fu eletto Membro onorario dell'Università di Dublino. Il suo ritratto è nella galleria Nazionale d'Irlanda, mentre il suo principale erbario è conservato al Trinity College.

Divenne membro della Linnean Society of London nel 1857 e della Royal Society nel 1858.

Fu certamente un'autorità in fatto di alghe (in particolare di quelle marine, di cui si interessò molto), nonché di briofite (muschi) e la sua "Phicologia Australica" costituisce uno dei più importanti testi di Ficologia del XIX secolo.
Descrisse più di 750 specie e definì oltre 75 generi di alghe. Fu un fermo oppositore della Teoria dell'evoluzione proposta da Charles Darwin (1809-1882).

Harvey morì di tubercolosi il 15 maggio del 1866 nella città di Torquay, dove fu sepolto.

## Opere principali

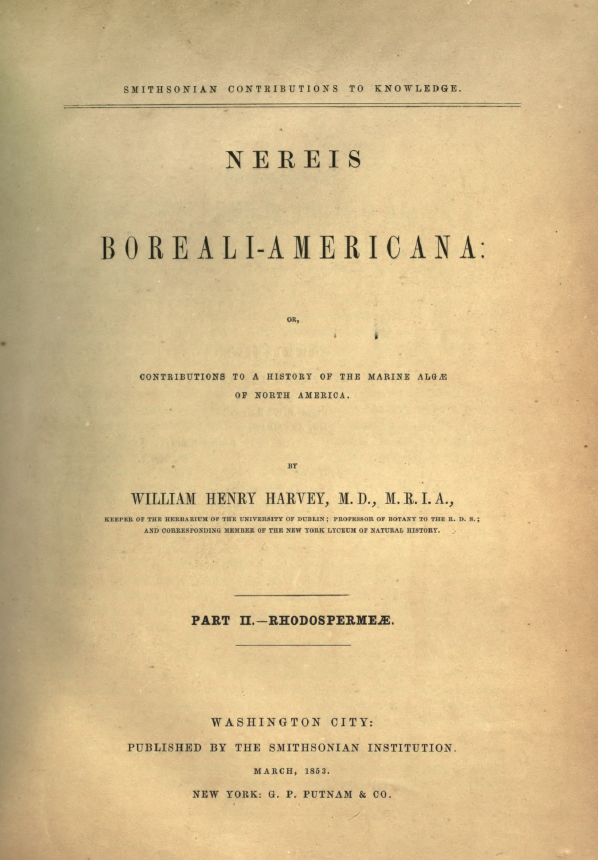
Copertina di Nereis Boraeli-Americana or Contributions to a History of the Marine Algæ of North America (1853).

- - Genera of South African Plants (1838),
- - Manual of British Algae (1841),
- - Phycologia Britannica (4 volumi, dal 1846 al 1851),
- - Nereis Australis or algae (1847),
- - Sea-side Book (1849, 4º edizione 1857),
- - Nereis Boreali-Americana (3 volumi, dal 1851 al 1858),
- - Phycologica Australica (5 volumi, dal 1858 al 1863),
- - Thesaurus Capensis (2 volumi, 1859-1863),
- - Index Generum Algarum (1860), (in collaborazione con Otto Wilhelm Sonder (1812-1881),
- - Flora Capsensis (3 volumi, dal 1859 al 1865), (in collaborazione con Otto Wilhelm Sonder).

"Phicologia Britannica" e "Nereis Australis or algae" gli diedero grande fama.

## Elenco delle pubblicazioni
- 1833 – Div.II. Confervoideae. Div.III. Gloiocladeae. - In: Hooker, W.J., Ediz. The English flora of Sir James Edward Smith. Londra.
- 1834 – Algologhical illustrations. N 1. Remarks on some British algae and descriptions of a new species recently added to our flora. In: Hooker's Journ. Bot..
- 1838 – The Genera of South African Plants. Città del Capo.
- 1841 – A Manual of the British Algae.
- 1841 – Description of Ballia, a new genus of Algae. - In: Hooker's Journ. Bot., Bd 2.
- 1844 – Description of a minute alga from the coast of Ireland. - In: Annals and Magazine of Natural History.
- 1844 - Description of a new British species of "Callithamnion (C. pollexfenii)". - In: Annals and Magagazine of Natural History.
- 1844 - Algae of Tasmania. - In: Journ. of Bot., Londra.
- 1847 – Phycologia Britannica. Tavole 73–78. Reeve & Banham, Londra.
- 1848 – Phycologia Britannica. Tavole 147–216. Reeve & Banham, Londra.
- 1847 - Nereis australis or Algae of the Southern Ocean:... Transactions of the Royal Irish Academy. - In: Science, Londra.
- 1848 – Directions for Collecting and Preserving Algae. - In: Journ. Scienc. and Arts, II.
- 1849 – A Manual of the British Marine Algae.... Ediz. John van Voorst, Londra.
- 1849 – Phycologia Britannica. Tavole 217–294. Ediz. Reeve & Banham, Londra.
- 1850 – Phycologia Britannica. Tavole 295–354. Ediz. Reeve & Banham, Londra.
- 1850 – Observations on the Marine Flora of the Atlantic States. - In: Proc. Am. Assn. Adv. Sci.
- 1851 – Nereis Boreali-Americana:... Part I.— Melanospermaea. Ediz. Smithsonian Institution.
- 1853 – Nereis Boreali-Americana:... Part II.— Rhodospermeae. Ediz. Smithsonian Institution.
- 1855 – Some account of the marine botany of the colony of Western Australia. Transactions of the Royal Irish Academy.
- 1855 - Algae. In: J.D.Hooker, The Botany of the Antarctic Voyage 2: Flora Nova-Zelandiae II. Londra.
- 1856 – Nereis Boreali-Americana:... Part III.— Chlorospermeae. Ediz. Smithsonian Institution.
- 1857 - Short description of some new British algae, with two plates. - In: Nat. Hist. Rev.
- 1858 – List of Arctic Algae, Chiefly Compiled from Collections Brought Home by Officers of the Recent Searching Expeditions. Part III. Smithsonian Contribution to Knowledge.
- 1859–1933 – Flora Capensis (7 vol.). In collaborazione con Otto Wilhelm Sonder.
- 1860 – Algae. In: The Botany of the Antarctic Voyage, Part III. Flora Tasmaniae. Vol. 2. Ediz. J.D. Hooker L.Reeve, Londra.
- 1862 – Phycologia Australica. Vol 4. Londra.
- 1862 – Notice of a collection of algae made on the northwest coast of North America, chiefly at Vancouver's Island by David Lyall in the years 1859–1861. In: Journ. Linn. Soc. Bot.
- 1868 – The Genera of South African Plants. (2º edizione ampliata). Ediz. Sir J.D. Hooker. Londra.

## Fonti
- Ray Desmond, - Dictionary of British and Irish Botanists and Horticulturists including Plant Collectors, Flower Painters and Garden Designers. Ediz. "Taylor & Francis" e "The Natural History Museum". Londra, 1994.

## Correlazioni esterne
- https://web.archive.org/web/20070219082352/http://users.ugent.be/phycology/harvey/
- National Botanic Gardens
- William Henry Harvey – Australian Dictionary http://www.adb.online.anu.edu.au/biogs/A040406b.htm
- http://www.panteek.com/HarveyFolio/index.htm
- http://adbonline.edu.au/biogs/A040406b.htm[collegamento interrotto]
- John A.N. Parnell, H. Bryan, S. Womersley, Doris Sinkora: «W.H. Harvey's Australian travelling sets of algae in the herbarium of Trinity College Dublin and the National Herbarium of Victoria Australia Biology and Environment: Proceedings of the Royal Irish Academy» Alison, 2010.